# Мендоса, Франциско де
Франциско Лопес Уртадо де Мендоса (исп. Francisco Hurtado López de Mendoza y Mendoza, род. в Гранаде, крещён 21 августа 1550, Вальмаседа — 1 марта 1623, Мадрид) — испанский военачальник и дипломат, главный мажордом короля Филиппа II, адмирал Арагона, командующий испанскими войсками во время т. н. Восьмидесятилетней войны против восставших Нидерландов. Маркиз де Мондехар (Marquesado de Mondéjar), рыцарь ордена Калатравы, испанский гранд.

## Биография
Ф.де Мендоса был указом испанского наместника Нидерландов, Альбрехта VII Австрийского в 1598 году назначен главнокомандующим испанскими войсками. Адмиралу было поручено возглавить поход испанцев против Соединённых провинций. Ф.де Мендоса, происходивший из знатной испанской фамилии, был известен честным, прямым характером, однако также своими гордостью и надменностью, благодаря которым он нажил себе немало недоброжелателей. Также его чрезмерное благочестие вызывало насмешки в армии. После нескольких неудачных попыток занять восставшие провинции испанцы во главе с Мендосой, как и голландский военачальник Мориц Оранский, осенью 1598 года оказались в патовой ситуации — благодаря примерно равному соотношению сил ни одна из сторон не в состоянии была одержать решительной победы над противником. Воспользовавшись слухами о намерении голландцев захватить Мюнстерское епископство и графство Марк на северо-западе Германии, адмирал Мендоса уводит свои войска на зимние квартиры в немецкий Мюнстерланд и Рейн-Рурскую область. Это пребывание испанских войск, ознаменовавшееся грабежами, поборами и насилиями, получило в немецкой истории название Испанской зимы (1598—1599).

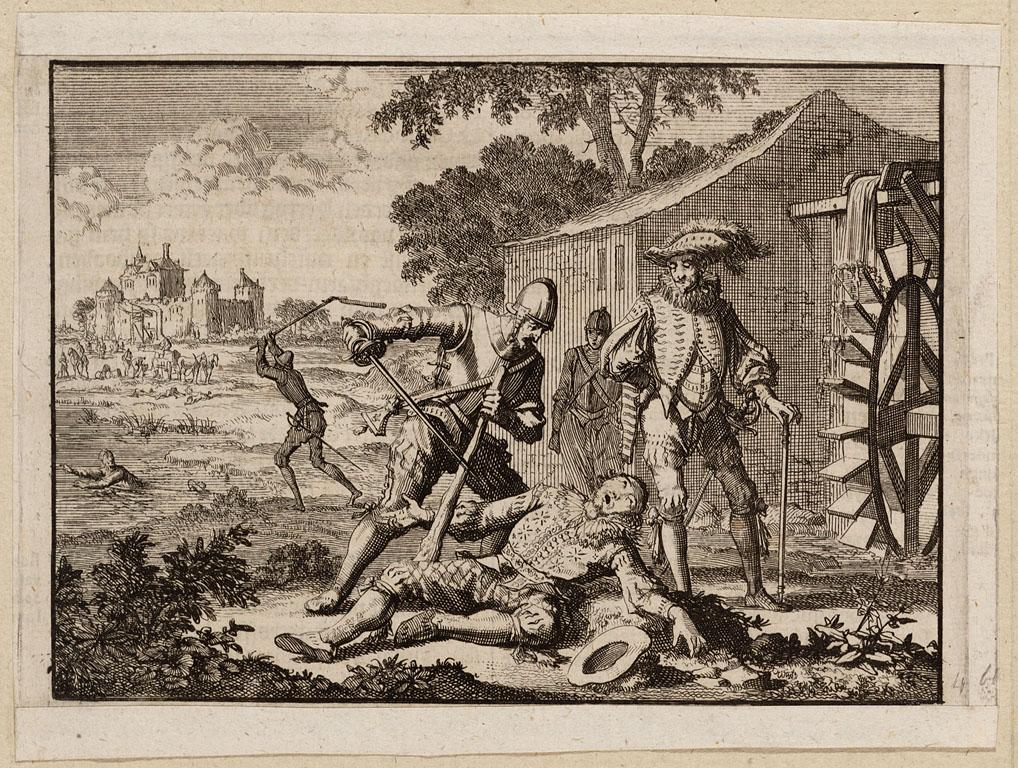
Насилия войск Мендосы во время «Испанской зимы» в Германии. Гравюра XVII века

2 июля 1600 года в дюнах у города Ньивпорт произошло решающее сражение между голландскими войсками Морица Оранского, и испано-австрийской армией во главе с эрцгерцогом Альбрехтом VII (Битва у Ньивпорта). Число павших с обеих сторон составило около 6 тысяч человек. Испанская армия потерпела поражение, адмирал де Мендоса же попал в плен.
Ф.де Мендоса выполнял также дипломатические поручения короля Филиппа II. Был послом Испании в Польше, во Франции и в германских государствах.